# Pozdní léto
Pozdní léto, v německém originále Der Nachsommer, je výchovný vývojový román (tzv. bildungsroman) Adalberta Stiftera. Vyšel v roce 1857. Polemika s Goethem. Učí, jak žít v pokoře a souladu s přírodními zákony.
Kniha nebyla ve své době přijata s nadšením, čtenáři i kritika jí zazlívali staromódnost a nudnost. Dokonce se říkalo, že ten, kdo ji dokáže celou přečíst, se stane polským králem. Avšak ve 20. století byly její literární hodnoty doceněny.